# Comunidad Campesina de Huancabamba
La Comunidad Campesina de Huancabamba es una comunidad indígena de origen quechua situada en el distrito, provincia y departamento del Cusco, Perú. Se encuentra en la región andina del país y forma parte de las comunidades campesinas reconocidas oficialmente por el Estado peruano.

## Historia y reconocimiento legal
La comunidad fue reconocida oficialmente mediante la Resolución Directoral N.º 142 el 8 de mayo de 1967. Posteriormente, su territorio fue titulado el 23 de junio de 1989, inscrito en la Ficha N.º 6096, Partida Electrónica N.º 2009463 del Registro de Predios de Cusco.

## Geografía
Huancabamba se ubica en la región andina del Perú, caracterizada por su topografía montañosa y clima variado. La comunidad colinda con otras comunidades campesinas del distrito de Cusco, formando parte de un entorno rural con presencia de ecosistemas altoandinos.

## Economía
La economía de Huancabamba se basa principalmente en la agricultura y la ganadería. Los comuneros cultivan productos como papa, maíz y hortalizas, adaptados a las condiciones climáticas de la zona. Además, la comunidad participa en proyectos de conservación y manejo sostenible de recursos naturales.

## Cultura
Los habitantes de Huancabamba mantienen vivas sus tradiciones quechuas, reflejadas en sus festividades, vestimenta y lengua. La comunidad celebra diversas festividades religiosas y culturales a lo largo del año, fortaleciendo su identidad y cohesión social.

## Infraestructura y servicios
Huancabamba cuenta con servicios básicos como educación primaria y acceso a caminos rurales que la conectan con la capital del distrito de Cusco y otras comunidades vecinas. Sin embargo, enfrenta desafíos en áreas como salud, educación superior y acceso a tecnologías modernas. En octubre de 2024, el gobierno regional de Apurímac equipo a comunidad con una nueva torre con antena de radiodifusión para mejorar su acceso con una señal de mejor calidad a TV Perú y Radio Nacional.